# Holy Trinity Brompton
Holy Trinity Brompton est une église anglicane située à Londres, notamment connue pour avoir inventé le Parcours Alpha.

## Généralités
L'église est située à Brompton Road, dans le district de Brompton, lui-même partie intégrante du District londonien de Kensington et Chelsea, à proximité du grand magasin Harrods, de Hyde Park et de l'oratoire de Londres. Elle a été bâtie de 1826 à 1829 par l'architecte Thomas Leverton Donaldson.